# Blaye
Blaye – miejscowość i gmina w południowo-zachodniej Francji, w regionie Nowa Akwitania, w departamencie Żyronda (fr. Gironde). Siedziba okręgu Blaye zamieszkanego przez 94 930 mieszkańców. Blaye położona jest 33 km na północ od centrum Bordeaux, 42 km na zachód od Oceanu Atlantyckiego, nad rzeką Garonna. Znajdują się tutaj fortyfikacje będące częścią grupy Fortyfikacji Vaubana wpisanej na listę światowego dziedzictwa UNESCO.

## Cytadela
Twierdza zbudowana w latach 1685–1689 na podstawie zasad opracowanych przez Sebastiana Vaubana jako część tzw. Fortyfikacji Vaubana, których celem była ochrona granic Francji.

## Klimat
| Miesiąc | Sty  | Lut  | Mar  | Kwi  | Maj  | Cze  | Lip  | Sie  | Wrz  | Paź  | Lis  | Gru  | Roczna |
| --- | ---- | ---- | ---- | ---- | ---- | ---- | ---- | ---- | ---- | ---- | ---- | ---- | ------ |
| Średnie temperatury w dzień [°C]                                                                                              | 10,5 | 12,0 | 15,5 | 18,0 | 21,7 | 25,0 | 27,1 | 27,6 | 24,2 | 19,6 | 14,1 | 11,0 | 18,9   |
| Średnie dobowe temperatury [°C]                                                                                               | 7,1  | 7,8  | 10,7 | 13,0 | 16,6 | 19,8 | 21,7 | 21,9 | 18,8 | 15,2 | 10,4 | 7,7  | 14,2   |
| Średnie temperatury w nocy [°C]                                                                                               | 3,7  | 3,6  | 5,8  | 8,0  | 11,4 | 14,6 | 16,2 | 16,3 | 13,3 | 10,7 | 6,7  | 4,4  | 9,6    |
| Opady [mm] | 86,9 | 66,9 | 63,3 | 75,6 | 71,1 | 70,4 | 48,6 | 56,7 | 81,2 | 83,3 | 115  | 106  | 925    |
| Średnia liczba dni deszczowych                                                                                                | 12,2 | 10,1 | 10,7 | 11,2 | 10,0 | 8,3  | 7,1  | 7,0  | 9,3  | 10,7 | 13,3 | 12,7 | 123    |
| Średnie usłonecznienie [h] | 90   | 117  | 170  | 186  | 221  | 238  | 256  | 249  | 209  | 150  | 100  | 84   | 2070   |
| Źródło: Météo-France (liczba dni z opadami dla wartości 1 mm, 1991–2020, wysokość 47 m n.p.m., 33 km od centrum miejscowości) |      |      |      |      |      |      |      |      |      |      |      |      |        |